# Sunhoo
Sunhoo (nep. सुनहु) – gaun wikas samiti w zachodniej części Nepalu w strefie Karnali w dystrykcie Dolpa. Według nepalskiego spisu powszechnego z 2001 roku liczył on 278 gospodarstw domowych i 1298 mieszkańców (652 kobiet i 646 mężczyzn).